# Carrosserie Beulas
 (mars 2020).
Si vous disposez d'ouvrages ou d'articles de référence ou si vous connaissez des sites web de qualité traitant du thème abordé ici, merci de compléter l'article en donnant les références utiles à sa vérifiabilité et en les liant à la section « Notes et références ».
La Carrosserie Beulas est une société anonyme uninominale espagnole, créée le 1er octobre 1934 par Ramon Beulas et Narcís Pujol. Elle est implantée à Arbúcies, petite commune dans la province de Gérone, en Catalogne.

## Histoire
Au début, l'entreprise réalisait des éléments de carrosseries en bois sur des châssis de camion. Pendant la guerre civile espagnole, elle s'est convertie à la fabrication de carrosseries pour les ambulances de l'armée.
C'était, après ses concurrents Indcar et Ayats, la troisième entreprise de carrosserie industrielle qui se créait dans cette petite ville qui offrait toutefois l'avantage d'être située au milieu d'une zone densément boisée, matériau indispensable à l'époque puisque les carrosseries étaient réalisées en bois.
Elle s'est depuis spécialisée dans la fabrication de carrosseries pour autobus sur châssis construits par des constructeurs d'autocars et autobus implantés en Europe.
Durant les trois décennies qui ont suivi, Beulas est resté un très petit constructeur qui produisait à la main chaque carrosserie à la cadence de 6 à 10 unités par an.
Au cours des années 1960, l'entreprise a progressé et elle a commencé à standardiser les composants ce qui a permis une augmentation sensible du volume de la production. La structure bois est progressivement remplacée par une structure en acier. Dans les années 1970 et 1980, la demande croissante de moyens de transport a conduit la société à s'agrandir. Elle a également revu ses modèles et introduit des designs plus modernes. C'est à partir des années 1990 que la société a commencé à exporter ses modèles, d'abord en Allemagne puis au Royaume-Uni, et plus tard dans le reste de l'Europe. Aujourd'hui, Beulas compte près de 270 employés et produit environ 310 véhicules par an.
En collaboration avec les entreprises de carrosserie espagnoles Indcar et Ayats, Beulas crée le Groupement des Arbúcies. Le quatrième membre, Noge, touché par la crise, a cessé son activité au début de l'année 2013.

## Production actuelle
- Gianino - midibus
- Aura - autocar à 2 ou 3 essieux 12,2 à 15 mètres,
- Spica'c - midibus et autocar à 2 ou 3 essieux,
- Cygnus - autocar à 2 ou 3 essieux, 10,5 - 12,2 à 15 mètres,
- Glory - véhicule à 3 essieux (13,2 à 15 mètres de longueur) autocar de luxe, lancé en 2008,
- Jewel - autocar à deux étages de 1990, renouvelé en 2009.

## Châssis utilisés
Les autocars Beulas sont construits sur les châssis fournis par les constructeurs suivants :
- Iveco Bus
- Mercedes-Benz
- Volvo
- DAF
- Scania
- MAN